# Gonatocerus macauleyi
Gonatocerus macauleyi är en stekelart som beskrevs av Girault 1920. Gonatocerus macauleyi ingår i släktet Gonatocerus och familjen dvärgsteklar. Inga underarter finns listade i Catalogue of Life.